# 叶莲娜·伊辛巴耶娃
叶莲娜·伊辛巴耶娃（俄语：Елена Исинбаева，羅馬化：Yelena Isinbayeva，1982年6月3日—），生于苏联伏尔加格勒，外号“女版布勃卡”，俄国女子著名撑杆跳高巨星，曾获得2004年雅典奥运会撑杆跳高金牌，并且打破世界记录（当时为4.91公尺），2004年、2005年还两度获得国际田径联合会年度最佳女运动员称号。2005年6月22日，她成为首位越过5.00米大关的女子撑杆跳高运动员。
伊辛巴耶娃在24岁时就成为历史上最出色的女子撑杆跳高运动员，她已28次打破世界紀錄，拥有5项重要赛事的冠军头衔：奥运会，世界室内、室外锦标赛，欧洲室内、室外锦标赛。

## 职业生涯

### 1987-1997
伊辛巴耶娃从5岁到15岁的10年间都在家乡伏尔加格勒从事着体操运动的训练。后来由于身材长得过于高大而放弃了体操运动，最终她长到了170公分。

### 1998-2002
在1999年，叶莲娜在波兰比得哥什的世界青少年田徑錦標賽上，以4.10米的成绩夺得金牌。
一年之后，在世界青年锦标赛中她越过了4.20米从而力压德国的安妮卡·贝克尔获得冠军，同年女子撑竿跳高运动在悉尼奥运会中首次成为正式比赛项目，美国的斯泰茜·德拉吉拉夺得这一枚金牌。 
2001年伊辛巴耶娃又展获一枚金牌，这次是以4.40米的成绩夺得了欧洲青年锦标赛。
她继续在提高着自己的撑杆跳高成绩，在2002年的大型赛事欧洲田径锦标赛中叶莲娜越过了4.55米，但是比竞争对手斯维特兰娜·菲奥法诺娃少了5公分而屈居亚军。 

### 2003
2003年伊辛巴耶娃赢得了另一项赛事的冠军，她在欧洲U-23锦标赛中越过4.65米的高度（在比得哥什）。同年在7月13日在英国盖特谢德的赛事中越过了4.82米，一举打破世界纪录。在一个月之后的世界田径锦标赛中叶莲娜只获得了铜牌。

### 2004
2004年在乌克兰顿涅斯克的撑杆跳高之星赛事中，伊辛巴耶娃以4.83米创造了新的世界室内最好成绩，之后的一周菲奥法诺娃将这一纪录提高了一公分。但是伊辛巴耶娃随后又在一个月后的世界室内赛中破了之前的纪录，以4.86米再次创造了纪录并且击败菲奥法诺娃夺取金牌。
同年6月27日她重返英国的盖特谢德又一次的以4.87米的成绩打破了世界纪录。而菲奥法诺娃在一周在希腊伊拉克利翁，将这一纪录又刷高了一公分。 
到了7月25日的英国伯明翰，叶莲娜以4.89的成绩再次持有了世界纪录，并且在五天后的伦敦水晶宫将这一纪录再次提高了一公分。
女子撑杆跳是2004年夏季奥运会田径场上最受人关注的赛事，尽管赛事没有达到很高的水准但在伊辛巴耶娃和菲奥法诺娃之间的竞争还是使赛事显得非常富有激情，当赛场上其他赛事都结束后所有观众的焦点都放到了撑竿跳高上，当最后菲奥法诺娃在4.90米的高度失利后已经稳获冠军的伊辛巴耶娃越过了4.91米的高度。她在雅典击败了最有威胁的竞争对手菲奥法诺娃和卫冕冠军德拉吉拉，再次刷新世界纪录并一举拿下分量十足的奥运金牌。

### 2005
在2005年7月，她在三个不同的赛事中四次打破世界纪录。第一次是在瑞士洛桑，她越过了4.93米的高度将世界纪录再一次提高了一公分，这也是伊辛巴耶娃第14次打破世界纪录。在三个月之后她在列萬以4.89米的成绩打破了世界室内纪录。11天之后，在西班牙马德里她又将自己保持的世界纪录提高了2公分。到了7月22日伊辛巴耶娃在伦敦水晶宫将世界纪录刷新到了4.96米之后又越过了5.00米，使得她成为世界上第一位越过这一高度的女性而且伊辛巴耶娃仅用一次试跳就越过了这一高度。 
在2005年世界田径锦标赛上她又一次打破了自己保持的纪录，她用两次试跳跃过了5.01米的高度并且赢得了赛事冠军。

### 2006
在2月12日乌克兰頓涅茨克的室内赛事中，伊辛巴耶娃越过了4.91米的高度创造了新的室内世界纪录。在8月份哥德堡举行的2006年欧洲田径锦标赛中叶莲娜再次摘得金牌。

### 2007
在2月10日的乌克兰顿涅斯克，伊辛巴耶娃以4.93米再次打破了世界室内纪录。这是伊辛巴耶娃所打破的第20次世界纪录。

### 2008
在2008年夏季奧林匹克運動會，伊辛巴耶娃以5.05米打破室外世界紀錄，並奪得金牌。

### 2012
在2月23日瑞典斯德哥爾摩的室内赛事中，伊辛巴耶娃以5.01米，第13次打破室內世界紀錄，並奪得金牌。

### 2013
在8月13日莫斯科世界田径锦标赛上伊辛巴耶娃以4米89成绩获得冠军。

### 2016：退役
俄羅斯因為俄羅斯政府造假運動員禁藥檢驗報告醜聞，被國際奧林匹克委員會在2016年里約奧運的田徑和舉重項目禁賽。伊辛巴耶娃也在其中。
2016年8月18日，伊辛巴耶娃當選國際奧委會委員，隔日（8月19日）正式宣布退休。
2016年12月，出任俄罗斯反兴奋剂机构主席。

## 主要成绩
| 年份 | 赛事                         | 地点           | 成绩 | 备注                   |
| ---- | ---------------------------- | -------------- | ---- | ---------------------- |
| 1999 | 世界青年锦标赛               | 波兰比得哥什   | 冠军 | 新世界青年纪录，4.10米 |
| 2000 | 世界青年锦标赛               | 智利圣地亚哥   | 冠军 | 新世界青年纪录，4.20米 |
| 2001 | 欧洲青年锦标赛               | 意大利格罗塞托 | 冠军 |                        |
| 2002 | 2002年欧洲田径锦标赛         | 德国慕尼黑     | 亚军 |                        |
| 2003 | 2003年世界田径锦标赛         | 法国巴黎       | 季军 |                        |
| 2003 | 欧洲23岁以下锦标赛           | 波兰比得哥什   | 冠军 |                        |
| 2004 | 2004年国际田联世界室内锦标赛 | 匈牙利布达佩斯 | 冠军 | 新世界纪录，4.86米     |
| 2004 | 2004年雅典奥运会             | 希腊雅典       | 冠军 | 新世界纪录，4.91米     |
| 2004 | 第二届国际田联世界田径总决赛 | 摩纳哥蒙特卡洛 | 冠军 |                        |
| 2005 | 2005年欧洲室内田径锦标赛     | 西班牙马德里   | 冠军 | 新世界室内纪录，4.90米 |
| 2005 | 2005年世界田径锦标赛         | 芬兰赫尔辛基   | 冠军 | 新世界室外纪录，5.01米 |
| 2005 | 第三届国际田联世界田径总决赛 | 摩纳哥蒙特卡洛 | 冠军 |                        |
| 2006 | 2006年国际田联世界室内锦标赛 | 俄罗斯莫斯科   | 冠军 |                        |
| 2006 | 2006年欧洲田径锦标赛         | 瑞典哥德堡     | 冠军 |                        |
| 2006 | 国际田联世界田径总决赛       | 德国斯图加特   | 冠军 |                        |
| 2006 | 2006年田径世界杯             | 希腊雅典       | 冠军 | 新世界纪录，4.80米     |
| 2007 | 2007年世界田径锦标赛         | 日本大阪       | 冠军 |                        |
| 2007 | 国际田联黄金联赛             | 六站六胜       | 冠军 | 总奖金分得者           |
| 2007 | 国际田联世界田径总决赛       | 德国斯图加特   | 冠军 | 新赛会纪录，4.87米     |
| 2008 | 2008年国际田联世界室内锦标赛 | 西班牙瓦伦西亚 | 冠军 | 新世界纪录，5.03米     |
| 2008 | IAAF Super Grand Prix        | 摩纳哥蒙特卡洛 | 冠军 | 新世界纪录，5.04米     |
| 2008 | 2008年北京奥运会             | 中国北京       | 冠军 | 新世界记录，5.05米     |
| 2009 | 2009年国际田联黄金联赛       | 瑞士蘇黎世     | 冠军 | 新世界纪录，5.06米     |

## 撑杆跳女皇
2004年
- 第一名 - 4.86 m - 世界室内锦标赛，匈牙利，布达佩斯
- 第一名 - 4.87 m - IAAF盖特谢德站，英国
- 第一名 - 4.89 m - 伯明翰国际赛事，英国
- 第一名 - 4.90 m - 英国伦敦大奖赛，英国
- 第一名 - 4.91 m - 夏季奥运会，希腊，雅典
- 第一名 - 4.92 m - IAAF布鲁塞尔黄金联赛，比利时
- 第一名 - 4.83 m - 第二届世界田径总决赛，摩纳哥，蒙特卡洛

2005年
- 第一名 - 4.90 m - 欧洲室内锦标赛，西班牙，马德里
- 第一名 - 4.93 m - IAAF洛桑站，瑞士
- 第一名 - 5.00 m - IAAF伦敦站，英国
- 第一名 - 4.79 m - IAAF斯德哥尔摩，瑞典
- 第一名 - 5.01 m - 世界室外锦标赛，芬兰，赫尔辛基
- 第一名 - 4.93 m - IAAF布鲁塞尔黄金联赛，比利时
- 第一名 - 4.74 m - 第三届世界田径总决赛，摩纳哥，蒙特卡洛

2006年
- 第一名 - 4.91 m - 撑杆跳高之星，乌克兰，顿涅斯克
- 第一名 - 4.79 m - 诺维奇联合大奖赛，英国，伯明翰
- 第一名 - 4.72 m - 法国加莱海峡赛事，法国，列文
- 第一名 - 4.80 m - 世界室内锦标赛，俄罗斯，莫斯科
- 第一名 - 4.76 m - IAAF巴黎圣德尼站，法国
- 第一名 - 4.90 m - IAAF洛桑站，瑞士
- 第二名 - 4.62 m - IAAF斯德哥尔摩，瑞典
- 第一名 - 4.91 m - IAAF伦敦站，英国
- 第一名 - 4.80 m - 欧洲室外锦标赛，瑞典，哥德堡
- 第一名 - 4.81 m - IAAF布鲁塞尔黄金联赛，比利时

2007年
- 第一名 - 4.93 m - 撑杆跳高之星，乌克兰，顿涅斯克———世界纪录
- 第一名 - 4.73 m - 诺维奇联合大奖赛，英国，伯明翰

2012年
- 第一名 - 5.01 m - XL-Galan，斯德哥尔摩，瑞典

## 逸闻
伊辛巴耶娃比赛时的個人特色為在撐竿跳之前跟自己所使用的竿子說話，但個人並不願意透露。

## 外部連結
- 叶莲娜·伊辛巴耶娃在的頁面
- Yelena Isinbayeva – official website（页面存档备份，存于）
- Flotrack.com Video Interview of Yelena Isinbayeva during the 100th Millrose Games[]
- Yelena Isinbayeva at the Forbes（页面存档备份，存于）